# Šišov
Šišov este o comună slovacă, aflată în districtul Bánovce nad Bebravou din regiunea Trenčín. Localitatea se află la altitudinea de 270 m deasupra n.m., se întinde pe o suprafață de 9,63 km2 și în 2017 număra 502 locuitori.

## Istoric
Localitatea Šišov este atestată documentar din 1113.

## Demografie
| An:                | 1994 | 2004   | 2014   | 2024   |
| ------------------ | ---- | ------ | ------ | ------ |
| Număr de persoane: | 496  | 505    | 495    | 493    |
| Diferență:         |      | +1,81% | −1,98% | −0,40% |

| An:                | 2023 | 2024   |
| ------------------ | ---- | ------ |
| Număr de persoane: | 478  | 493    |
| Diferență:         |      | +3,13% |